# Académie internationale balte
L’Académie internationale balte (en letton : Baltijas Starptautiskā akadēmija, sigle BSA  auparavant Institut russe balte (en letton : Baltijas Krievu institūts)  est un établissement privé d'enseignement supérieur de Lettonie,.

## Historique
L'Académie internationale balte a été fondée en 1992 et a porté le nom d'Institut russe balte jusqu'en 2006. En 2009, plus de 4 500 étudiants y étudiaint, dont 400 étudiants étrangers originaires de 20 pays.
En 2024, l'institut accueille 2057 étudiants dont 500 étudiants étrangers de 30 pays et compte plus de 30 000 diplômés.
L'institut a conclu près de 400 accords de coopération avec des universités du monde entier, dont 145 accords interuniversitaires dans le cadre du programme Erasmus+ avec des universités de 25 pays européens.
BSA propose des études de licence professionnelle et académique supérieure de 1er et 2e niveaux et des études de master académique et professionnel. 
Les études se déroulent dans trois filières parallèles : dans la filière lettone (75 % en letton + russe et anglais) ; dans la filière russe (75 % en russe + letton et anglais) ; dans la filière anglaise (75 % en anglais + letton et russe).

## Campus
L'institut propose études dans ses campus de Riga, Daugavpils, Liepāja, Rēzekne, Jēkabpils, Ventspils, Smiltene et Jelgava :
1. Campus principal BSA à Riga, Lomonosova iela 4,
2. Campus BSA Daugavpils, Dzelzceļu iela 3,
3. Campus BSA Rezekne, Dārzu iela 21/17,
4. Campus BSA Jēkabpils, Jauna iela 44,
5. Campus BSA Jelgava, Skolas iela 4B,
6. Campus BSA Liepāja, Liedaga iela 3,
7. Campus BSA Smiltenes, Dārza iela 17.

## Filières
Les 26 filières proposées en 2024 sont:

### Enseignement professionnel supérieur court
- Science juridique

### Filières de licence
- Conception de visualisation numérique
- Économie et affaires européennes
- Direction financière
- Sciences du droit
- Psychologie
- Études européennes
- Traduction et interprétation
- Gestion du tourisme et de l'hôtellerie
- Entrepreneuriat

### Filières de master
- Finance et économie internationales
- Sciences du droit (professionnel)
- Sciences du droit (académique)
- Psychologie
- Études européennes
- Gestion de la communication dans le secteur des loisirs et du divertissement
- Gestion et Administration des Entreprises

### Études doctorales
- Économie régionale et politique économique
- Science juridique

## Anciens étudiants
- Ņikita Ņikiforovs (lv)
- Linda Liepiņa (lv)
- Andrius Bagdonas
- Ana Tsitlidze (en)